# Diplomitoporus
Diplomitoporus Domański (wrośniaczek) – rodzaj grzybów z rzędu żagwiowców (Polyporales).

## Charakterystyka
Grzyby kortycjoidalne o owocniku rocznym, rozproszonym, rozpostartym lub rozpostarto-odgiętym, o barwie białej lub jasnej. Hymenofor rurkowaty, pory okrągłe do kanciastych, drobne lub średniej wielkości. System strzępkowy dmiityczny, strzępki generatywne ze sprzążkami, strzępki szkieletowe szkliste, grubościenne, nieamyloidalne. Czasami występują cystydy. Podstawki maczugowate, 4- sterygmowe ze sprzążką u podstawy. Bazydiospory kiełbaskowate do elipsoidalnych, cienkościenne, gładkie, nieamyloidalne. Występują na martwym drewnie drzew iglastych i liściastych powodując białą zgniliznę drewna.
Diplomitoporus jest pod pewnymi względami podobny do niektórych gatunków Antrodia, ale odróżnia się głównie rodzajem zgnilizny (Antrodia powoduje brunatną zgniliznę), poza tym ma większe bazydiospory. Podobny jest również do Antrodiella, ale ma ona zwykle mniejsze bazydiospory o bardziej elipsoidalnym kształcie.

## Systematyka i nazewnictwo
Pozycja w klasyfikacji według Index Fungorum: Incertae sedis, Polyporales, Incertae sedis, Agaricomycetes, Agaricomycotina, Basidiomycota, Fungi.
Autorem tego taksonu jest polski mykolog Stanisław Domański. Nadał mu także polskie nazwy – podskórnik lub białak. W 1999 r. Władysław Wojewoda zaproponował nazwę wrośniaczek.
Niektóre gatunki:
- Diplomitoporus allantosporus Ryvarden & Iturr. 2003
- Diplomitoporus costaricensis I. Lindblad & Ryvarden 1999
- Diplomitoporus crustulinus (Bres.) Domański 1970 – wrośniaczek skorupiasty
- Diplomitoporus cunninghamii P.K. Buchanan & Ryvarden 1998
- Diplomitoporus flavescens (Bres.) Domański 1970 – wrośniaczek sosnowy
- Diplomitoporus hondurensis (Murrill) Ryvarden 2000
- Diplomitoporus incisus Ryvarden 2000
- Diplomitoporus insularis Ryvarden 2009
- Diplomitoporus marianoi-rochae G. Coelho 2008
- Diplomitoporus meridionalis M. Pieri & B. Rivoire 1998
- Diplomitoporus microsporus Iturr. & Ryvarden 2010
- Diplomitoporus navisporus Gibertoni & Ryvarden 2004
- Diplomitoporus overholtsii (Pilát) Gilb. & Ryvarden 1985
- Diplomitoporus rimosus (Murrill) Gilb. & Ryvarden 1985
- Diplomitoporus stramineus Ryvarden & Iturr. 2003
- Diplomitoporus taquarae G. Coelho 2008
- Diplomitoporus venezuelicus Ryvarden & Iturr. 2003

Wykaz gatunków i nazwy naukowe na podstawie Index Fungorum Nazwy polskie według W. Wojewody.